# Tikhov (Mondkrater)
Tikhov ist ein Einschlagkrater auf der Mondrückseite.

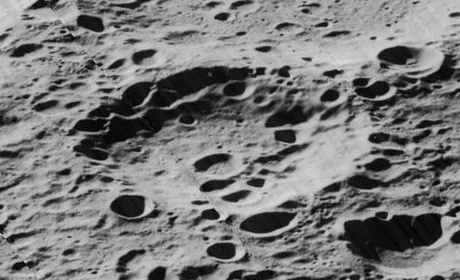
Lunar-Orbiter-5-Aufnahme, Blickrichtung west

Der Krater liegt im Norden der erdabgewandten Seite, nördlich des größeren Kraters D’Alembert, südöstlich von Avogadro. In östlicher Richtung trifft man auf den Krater Emden.
Der Krater ist sehr alt, seine Entstehungszeit fällt in die pränektarische Periode.
Der Krater wurde 1970 von der IAU offiziell nach dem sowjetischen Astronomen Gawriil Adrianowitsch Tichow benannt.